# Harland Williams

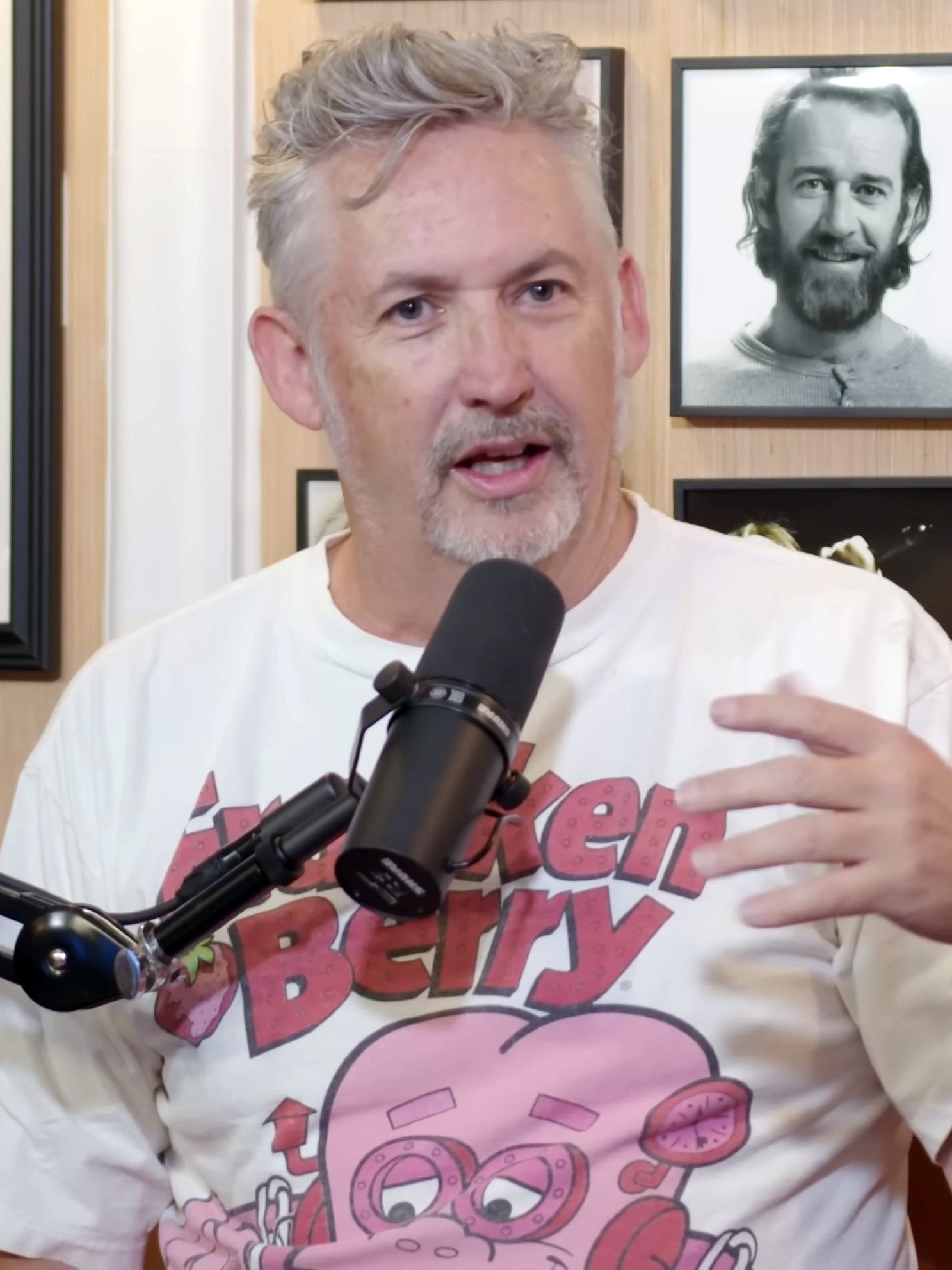
Harland Williams, 2024

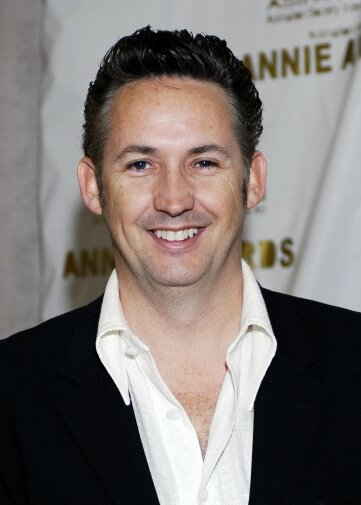
Harland Williams, 2006

Harland Michael Williams (* 14. November 1962 in Toronto, Ontario) ist ein kanadischer Schauspieler.

## Karriere
Er begann seine Karriere als Stand-Up-Comedian. Während der Arbeit als Förster in den kanadischen Wäldern konnte er dabei seinen ganz eigenen Humor entwickeln.
Sein Filmdebüt hatte er in der Komödie Dumm und Dümmer mit Jim Carrey. Es folgten etliche Fernseh- und Filmproduktionen, darunter der legendäre Cameo-Auftritt als psychopathischer Anhalter in Verrückt nach Mary, durch den Stillers Charakter in dem Film unter Mordverdacht gerät.
Neben seiner Filmkarriere verfolgt Williams auch noch das Zeichnen. So ist er ein ausgebildeter Animationszeichner und hat außerdem bereits diverse Kinderbücher mit dem Namen Lickety Split herausgebracht.

## Filmografie (Auswahl)
- 1994: Ellen (Fernsehserie)
- 1994: Dumm und Dümmer (Dumb & Dumber)
- 1995: Big News (Fernsehkurzfilm)
- 1995: Simon – Voll der Alltag (Fernsehserie)
- 1996: Mission: Rohr frei! (Down Periscope)
- 1997: Spaceman (RocketMan)
- 1997: Wag the Dog – Wenn der Schwanz mit dem Hund wedelt
- 1998: Reel Comedy: Something About Mary (Fernsehkurzfilm)
- 1998: Half Baked – Völlig high und durchgeknallt
- 1998: Herr Schulleiterin (Mr. Headmistress), Fernsehfilm
- 1998: Verrückt nach Mary (There’s Something About Mary)
- 1998: Dog Park – Bei Fuß, Liebling!
- 1999: Superstar – Trau’ Dich zu träumen (Superstar)
- 2000: Keine halben Sachen (The Whole Nine Yards)
- 2000: Insane Clown Posse – Big Money Hustla$
- 2000: Becoming Dick (Fernsehfilm)
- 2001: Freddy Got Fingered
- 2000–2001: Geena Davis (The Geena Davis Show), Fernsehserie
- 2002: Back by Midnight
- 2002: Das sexte Semester – Diese Brüder sind Schwestern (Sorority Boys)
- 2003: Family Tree (Kurzfilm)
- 2003: Kart Racer – Voll am Limit / Kart Racer – Mit Vollgas ins Leben
- 2004: Las Vegas (Fernsehserie)
- 2005: Lucky 13
- 2005: Winn-Dixie – Mein zotteliger Freund (Because of Winn-Dixie)
- 2005: My Name Is Earl (Fernsehserie)
- 2006: In der Hitze von L.A. (Hot Tamale)
- 2006: Surf School
- 2006: Mitarbeiter des Monats (Employee of the Month)
- 2007: Ein Duke kommt selten allein – Wie alles begann (The Dukes of Hazzard: The Beginning), Fernsehfilm
- 2008: The Party Never Stops: Making of Bachelor Party 2 (Kurzfilm)
- 2008: Bachelor Party 2: Analysis of a Stripper Fight (Kurzfilm)
- 2008: Bachelor Party 2 – Die große Sause (Bachelor Party 2: The Last Temptation)
- 2009: My Big Fat Greek Summer (My Life in Ruins)
- 2011: Spooky Buddies – Der Fluch des Hallowuff-Hunds (Spooky Buddies)